# Важ-Пальник
Важ-Пальник — деревня в Кудымкарском районе Пермского края. Входила в состав Ошибского сельского поселения. Располагается на реке Тывашор северо-восточнее от города Кудымкара. Расстояние до районного центра составляет 33 км. По данным Всероссийской переписи населения 2010 года, в деревне проживало 8 человек (5 мужчин и 3 женщины).

## История
По данным на 1 июля 1963 года, в деревне проживал 41 человек. Населённый пункт входил в состав Ошибского сельсовета.